# Капистрано
Капистра̀но (на италиански: Capistrano, на местен диалект Capistrànu, Капистрану) е село и община в Южна Италия, провинция Вибо Валентия, регион Калабрия. Разположено е на 352 m надморска височина. Населението на общината е 1075 души (към 2012 г.). През 1386 г. в селото е роден светецът-воин Йоан от Капистрано.